# Yonahadake
Yonahadake (japanska: 与那覇岳) är ett berg på ön Okinawa bland Ryukyuöarna i Japan som är 504 meter högt.

## Etymologi
Yonaha är japanska och bildat av tre kanji-tecken, 与, 那 och 覇.
Berget kallas också Yunaha (ユナハダキ, Yunaha-daki).